# George Cox
George Frederick Cox (Worthing, 14 januari 1998) is een Engels voetballer die als verdediger voor Swindon Town speelt.

## Carrière
George Cox speelde in de jeugd van Brighton & Hove Albion FC, waar hij sinds 2016 in het tweede elftal speelt. In 2018 werd er een hartafwijking bij hem geconstateerd, waar hij succesvol aan geopereerd werd. In het seizoen 2018/19 werd hij de tweede seizoenshelft aan Northampton Town FC verhuurd, waar hij vijf wedstrijden in de League Two speelde. In het seizoen 2019/20 werd hij aan Fortuna Sittard verhuurd. Hij debuteerde in de Eredivisie op 15 september 2019, in de met 2-3 verloren thuiswedstrijd tegen FC Twente. In de laatste wedstrijd van het seizoen voor de competitie vanwege de coronacrisis stilgelegd werd, scoorde hij tegen PEC Zwolle zijn eerste doelpunt. In 2020 nam Fortuna Cox definitief over van Brighton, en tekende hij een contract tot medio 2023. Na het aflopen van dit contract tekende Cox een tweejarig contract bij FC Volendam. De linkervleugelverdediger ligt tot 2025 vast bij de Volendammers, met een optie voor nóg een seizoen.
Op 27 mei 2024 werd bekend dat de wegen van Cox en FC Volendam gingen scheiden. De verdediger had bij FC Volendam een verzoek neergelegd om zijn contract te ontbinden, waarmee de club akkoord ging. Beide partijen kwamen overeen dat het contract van Cox, dat doorliep tot de zomer van 2025, per 1 juli 2024 zou worden beëindigd. Cox kwam tot 24 duels in het Volendamse oranje.
Medio 2024 sloot Cox aan bij Swindon Town, destijds uitkomend op het vierde niveau van Engeland. Hij tekende een contract tot het einde van het lopende seizoen.

### Statistieken
| Seizoen                    | Club                  | Land           | Competitie     | Competitie | Competitie | Beker | Beker | Totaal | Totaal |
| Seizoen                    | Club                  | Land           | Competitie     | Wed.       | Dlp.       | Wed.  | Dlp.  | Wed.   | Dlp.   |
| -------------------------- | --------------------- | -------------- | -------------- | ---------- | ---------- | ----- | ----- | ------ | ------ |
| 2018/19                    | → Northampton Town FC | Engeland       | League Two     | 5          | 0          | 0     | 0     | 5      | 0      |
| 2019/20                    | → Fortuna Sittard     | Nederland      | Eredivisie     | 21         | 1          | 2     | 0     | 23     | 1      |
| 2020/21                    | Fortuna Sittard       | Nederland      | Eredivisie     | 33         | 5          | 2     | 0     | 35     | 5      |
| 2021/22                    | Fortuna Sittard       | Nederland      | Eredivisie     | 27         | 2          | 1     | 2     | 28     | 4      |
| 2022/23                    | Fortuna Sittard       | Nederland      | Eredivisie     | 14         | 0          | 1     | 0     | 15     | 0      |
| 2023/24                    | FC Volendam           | Nederland      | Eredivisie     | 23         | 0          | 1     | 0     | 24     | 0      |
| Carrièretotaal             | Carrièretotaal        | Carrièretotaal | Carrièretotaal | 123        | 8          | 7     | 2     | 130    | 10     |
| Bijgewerkt t/m 1 juni 2024 |                       |                |                |            |            |       |       |        |        |